# Parafia św. Jana Ewangelisty w Šumperku
Parafia Św. Jana Ewangelisty w Šumperku - parafia Kościoła Starokatolickiego w Republice Czeskiej. Proboszczem parafii jest ks. Pavel Cepek, w Czeskim Cieszynie duszpasterstwo prowadzi duchowny polskiego pochodzenia ks. dr Cezary Mizia. Nabożeństwa sprawowane są w Šumperku w niedziele o godz. 9:30 oraz w czwartek i piątek o godz. 17:00.
W Šumperku pierwsze nabożeństwo starokatolickie zostało odprawione w 1899 roku. Od 1914 roku starokatolicy modlą się w okazałym kościele starokatolickim przy ul. Husyckiej. W 2003 roku parafia gościła 43. Synod Kościoła Starokatolickiego w Republice Czeskiej. Od 17 sierpnia 2005 roku parafia posiada kaplicę św. brata Rogera z Taize w Czeskim Cieszynie, który wspominany jest w liturgii kościoła. Cieszyńska wspólnota prowadzona jest przez duchownego pochodzącego z Polski, dzięki czemu gromadzi także sąsiadów z drugiej strony granicy. 